# Борових Андрій Єгорович
Борових Андрій Єгорович (рос. Андрей Егорович Боровых, 30 жовтня 1921 — 7 листопада 1989) — радянський льотчик-ас, Двічі Герой Радянського Союзу (1943, 1945), в роки німецько-радянської війни льотчик-винищувач 157-го винищувального авіаційного полку 6-го винищувального авіаційного корпусу 16-ї повітряної армії. Генерал-полковник авіації (1968), командувач авіацією військ ППО СРСР (1969—1977).

## Біографія
Народився 30 жовтня 1921 в місті Курськ в сім'ї робітника. Росіянин. У 1936 році закінчив середню школу. Працював шофером.
В Червоній Армії з 1940 року. Закінчив Чугуївську військову авіаційну школу пілотів у 1940 році.
На фронтах Німецько-радянської війни з грудня 1941 року. Його бойовий шлях проліг через Орел і Курськ, Гомель і Брест, Львів і Варшаву та закінчився під Берліном. Він літав на перехоплення ворожої авіації, супроводжував бомбардувальники в тил ворога, вів повітряну розвідку.
Звання Героя Радянського Союзу, з врученням ордена Леніна і медалі «Золота Зірка» (№ 1077) командиру ланки 157-го винищувального авіаційного полку (двісті сімдесят третій винищувальна авіаційна дивізія, 6-й винищувальний авіаційний корпус, 16-а повітряна армія, Центральний фронт) молодшому лейтенанту Боровиху Андрію Єгоровичу присвоєно Указом Президії Верховної Ради СРСР від 24 серпня 1943 року за 341 успішний бойовий виліт і участь у 55-ти повітряних боях, в яких він особисто збив 12 літаків супротивника і 14 у складі групи.
Другої медалі «Золота Зірка» командир ескадрильї того ж полку (234-а винищувальна авіаційна дивізія, ті ж корпус і армія, 1-й Білоруський фронт) капітан Борових Андрій Єгорович удостоєний Указом Президії Верховної Ради СРСР від 23 лютого 1945 р. за збиті в наступних 49-и повітряних боях ще 19 ворожих літаків.
Всього за роки війни А. Є. Борових зробив близько 470-и успішних бойових вильотів, збив особисто 31 і в групі 14 літаків противника.
Після закінчення війни командував авіаційним полком, дивізією, корпусом. У 1951 році він закінчив Військово-повітряну академію. З грудня 1951 року служив в авіації ППО. В березні 1952 року — листопаді 1955 — командир 98-ї гвардійської винищувальної авіаційної дивізії ППО (в Московському районі ППО, з 1954 — в Московському окрузі ППО; місто Брянськ). У 1957 році Військову академію Генерального штабу.
У 1958—1968 роках — командувач повітряними арміями. У 1968—1969 роках — командувач 8-ї окремої армії ППО — заступник командувача військами Київського військового округу по військах ППО.
У 1969—1977 роках — командувач авіацією військ ППО країни.
З 1977 року — військовий консультант Інституту військової історії Міністерства оборони СРСР. З 1988 року у відставці.
Обирався депутатом Верховної Ради РРФСР і депутатом Верховної Ради СРСР. Жив у Москві.
Трагічно загинув 7 листопада 1989 року. Похований на Новодівичому кладовищі в Москві.

## Праці
- «Новая техника, оружие и человек» (1972)
- «Надёжный щит Родины» (1985)